# Ophryops
Ophryops is een kevergeslacht uit de familie van de boktorren (Cerambycidae). De wetenschappelijke naam van het geslacht werd voor het eerst geldig gepubliceerd in 1846 door White.

## Soorten
Ophryops omvat de volgende soorten:
- Ophryops aegrotus (Bates, 1876)
- Ophryops dispar Sharp, 1886
- Ophryops fuscicollis (Broun, 1913)
- Ophryops medius (Broun, 1913)
- Ophryops pallidus White, 1846
- Ophryops pseudofuscicollis Lu & Wang, 2005